# Hybanthus lehmannii
Hybanthus lehmannii là một loài thực vật có hoa trong họ Hoa tím. Loài này được (Hieron.) Melch. mô tả khoa học đầu tiên.